# 東山 (名古屋市)
東山（ひがしやま）は、愛知県名古屋市千種区東部の地域名称である。

## 概要

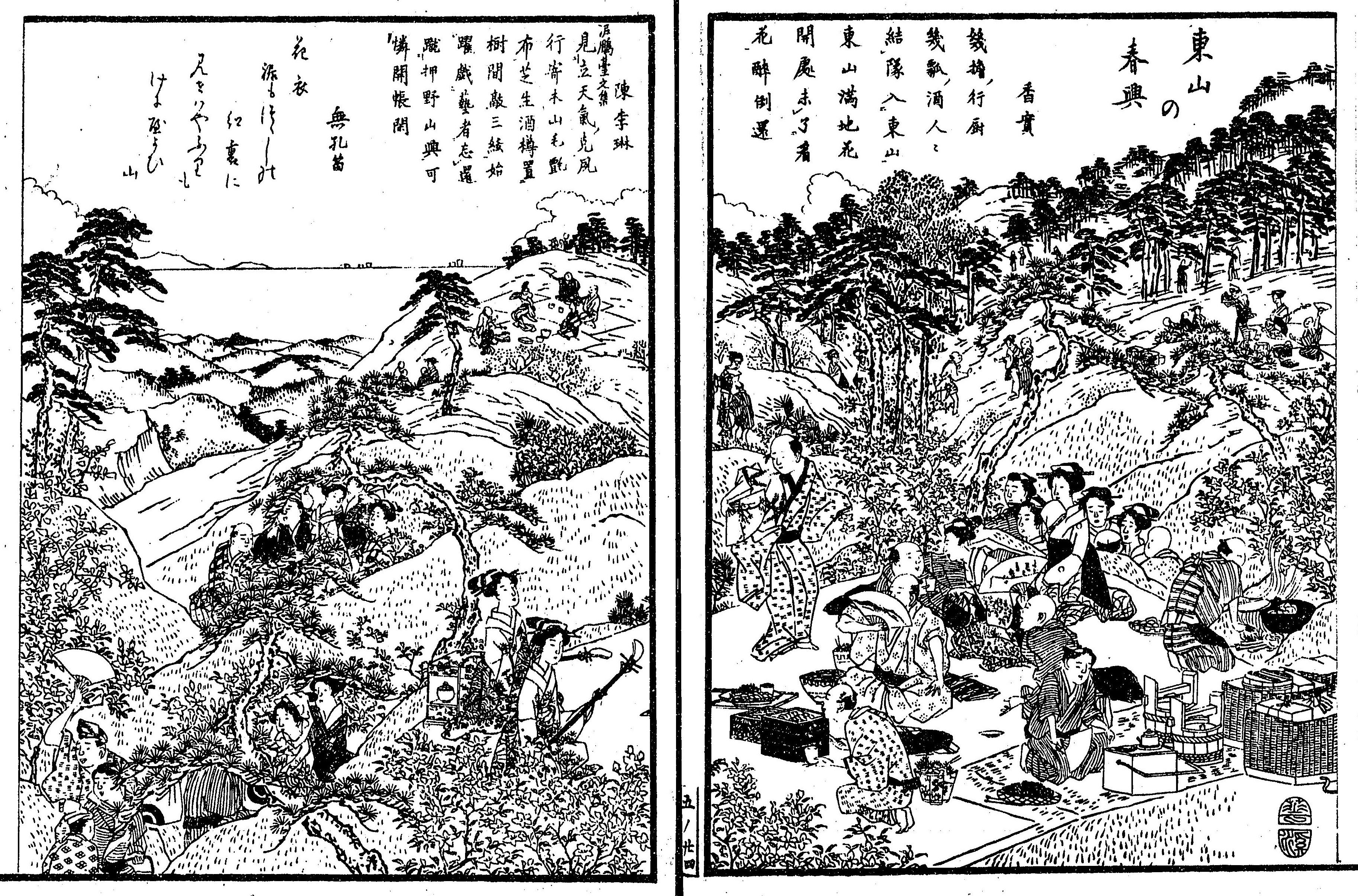
東山の春興（尾張名所図会）

名古屋市東部の丘陵地帯（東山丘陵）に位置する。「東山」の名称は、江戸時代に名古屋（名古屋城下）の東にある遊覧地として知られ、人々に親しまれた広い地域を「東山」と呼んだのが由来とされている。『尾張名所図会』には、当地を描いた「東山の春興」という絵がある。
千種区の現行行政地名で「東山」を含むものとしては、東山通1 - 5丁目と東山元町1 - 6丁目がある。また、1906年（明治39年）から1921年（大正10年）までは愛知郡東山村として存在していた。
大通りである愛知県道60号名古屋長久手線（広小路通・東山通）から一本奥に入ると住宅街が広がっている。近くには東山公園（東山動植物園）や平和公園などがある。最寄り駅は、名古屋市営地下鉄東山線の東山公園駅もしくは星ヶ丘駅。
なお、名古屋高速2号東山線も通っており、出入口は四谷出入口がある。また、東山動植物園の真下をトンネル（東山トンネル）で通っている。地下区間の距離が短いため、危険物積載車両の通行規制は行われていない。
東山通5丁目から東へは、東山通が、田代町瓶杁・星ヶ丘・一社を通って長久手へ向かう。東山通が整備される以前の東へ向かう道は、東山動植物園北園門と東山新池（平和公園入口）との間を通り、星ヶ丘（追分）で分岐し、一社と高針とへ向かっていた。過去は、名古屋市電東山公園線が東山通を通って東山動植物園・星ヶ丘へ至っていた（1961年（昭和36年）まで営業）。

## 道路
- 愛知県道60号名古屋長久手線（広小路通・東山通）